# Serigne Mbayé Diouf
Serigne Mbaye Diouf (Kayar, Thiès, Senegal; 1975) és un activista social i polític a Madrid d'origen senegalès, que va entrar il·legal a Espanya i que va ser elegit diputat autonòmic per Unides Podem per l'Assemblea de Madrid després de les eleccions extraordinàries de 2021.

## Biografia

### Infància i joventut al Senegal
Va néixer el 1975 a Kayar (Senegal), on va cursar estudis de primària i secundària i va aprendre una mica de castellà. Des de petit va aprendre l'ofici de pescador, com el seu pare i avi, treball el qual es va dedicar després de finalitzar els estudis, arribant a tenir la seva pròpia embarcació.
A mitjans de la dècada de 2000 va abandonar la pesca a causa de la forta competència dels vaixells industrials estrangers i, davant la falta d'alternatives laborals, es va plantejar la possibilitat d'abandonar el seu país i emigrar a Espanya. El 2006, durant una visita a la localitat costanera de Saint Louis, va embarcar en una pastera rumb a Espanya que finalment arribaria a Tenerife, on va estar internat quatre dies en un CIE. La Creu Roja Espanyola el va traslladar a un centre d'acollida a La Corunya durant una setmana, per a posteriorment traslladar-se a Madrid.

### Primers anys a Espanya
Era famós entre els seus companys per com remava, donat que ho feia molt bé. Un cop a Madrid, com molts dels seus compatriotes en situació irregular, es va dedicar a la venda il·legal de discos musicals al carrer en el que es coneix informalment a com top manta. Tres dies després va ser detingut per primera vegada. El 2008, sense haver pogut legalitzar encara la seva situació, va deixar el top manta per dedicar-se a altres treballs com a cuidador o treballador de la construcció, al mateix temps que va assistir a centres socials on es va formar en informàtica i va aprendre l'espanyol.
A finals de 2010, com a conseqüència d'un control aleatori de documentació per la policia mentre feia una passejada, va descobrir fortuïtament que la seva situació a Espanya s'havia regularitzat dos mesos abans, fet que no li havia estat notificat per l'administració.
Un cop legalitzada la seva situació, al principis de 2011 el van contractar d'administratiu en una empresa on va estar fins al 2015, quan el seu cunyat li va proposar unir-se com a soci a una cooperativa agroecològica per posar en marxa un restaurant de menjar vegà.

### Trajectòria com a activista social
Després de la seva arribada a Madrid, es va associar a l'Asociación Sin Papeles, gràcies a l'ajuda va poder més tard regularitzar la seva situació al país. El 2015, amb la fundació del Sindicato de Manteros, es va convertir en portaveu i cara visible d'aquest col·lectiu davant l'opinió pública.
El 2018 va liderar les protestes produïdes arran de la mort del seu compatriota Mame Mbaye, manter mort a causa d'un infart de cor produït després d'una persecució policial al barri madrileny de Lavapiés. Aquell mateix any va ser escollit pregoner de les festes de barri de Lavapiés, al costat de l'actriu Rossy de Palma, denunciant en el seu discurs el que ell considerava que era racisme institucional contra els immigrants.
El març de 2021 va acceptar la invitació de Pablo Iglesias per formar part, com a independent, de les llistes d'Unides Podem per a les eleccions a l'Assemblea de Madrid de 2021.